# Cerello
Cerello (AFI: /ʧerɛllo/; Scerell in dialetto milanese, AFI: [ʃeˈrɛl], localmente Sciarell, AFI: [ʃaˈrɛl]) è una frazione di Corbetta in provincia di Milano di 1 325 abitanti (2021), distante 3,06 km dal centro storico del comune di appartenenza. Dalla costituzione della parrocchia di Cerello nel 1956, assieme alla vicina frazione di Battuello (Batuell in dialetto, AFI: [ˌbatyˈɛl]), ha formato l'area omogenea di Cerello-Battuello.

## Geografia fisica

### Territorio
Il borgo di Cerello è caratterizzato da un ambiente prevalentemente pianeggiante esteso su una superficie di 2,28 km², tipico della Pianura padana, con avvallamenti solo nei pressi di fontanili e corsi d'acqua, prevalentemente adatto a boschi o coltivazioni, che occupano quasi i 3/4 del territorio della frazione. L'altitudine media è di 131 m s.l.m.
Il territorio di Cerello confina a nord col comune di Corbetta, a sud con il comune di Albairate, ad est con la località di Preloreto del comune di Corbetta ed a ovest con la frazione di Soriano, sempre nel comune di Corbetta.
Milano è il centro di maggior rilievo più vicino da cui dista una ventina di chilometri anche se per importanza e disponibilità di servizi il centro più vicino può essere considerato Magenta.

### Geologia ed idrografia
Il terreno è geologicamente composto da terreni alluvionati terrazzati e da depositi eolici oltre che da travertini, la cui formazione è da ricondurre al Pleistocene (2,58 milioni - 11.700 anni fa).
Idrograficamente è notevole la presenza in gran quantità di risorgive naturali costituenti uno degli aspetti principali del borgo; questi, che avevano un tempo ampia rilevanza economica per l'agricoltura, costituiscono oggi una delle attrazioni principali del Parco Agricolo Sud Milano in cui il territorio di Cerello si trova pienamente inserito.

### Sismologia
Dal punto di vista sismico Cerello presenta un rischio molto basso ed è stata classificata come il comune zona 4 (bassa sismicità) dalla protezione civile nazionale. Nella sua storia l'abitato ha risentito di cinque terremoti: quello del 1397 (5,37 ML), quello del 1895 (4,63 ML), quello del 2009 (2,3 ML), quello del 2011 (2,1 ML) e quello del 2013 (2,4 ML).

### Clima
| Mese                        | Gen    | Feb    | Mar    | Apr    | Mag    | Giu    | Lug    | Ago    | Set   | Ott   | Nov    | Dic    | Anno |
| --------------------------- | ------ | ------ | ------ | ------ | ------ | ------ | ------ | ------ | ----- | ----- | ------ | ------ | ---- |
| Temperatura max. media (°C) | 5.4    | 8.1    | 13.0   | 17.6   | 21.8   | 26.3   | 29.2   | 27.6   | 23.9  | 17.4  | 10.6   | 6.4    | 17.3 |
| Temperatura min. media (°C) | 0.8    | 2.7    | 6.1    | 9.6    | 13.3   | 17.1   | 19.9   | 19.0   | 16.2  | 11.2  | 6.0    | 1.6    | 10.3 |
| Piogge (mm)                 | 79     | 73     | 77     | 47     | 34     | 20     | 7      | 35     | 76    | 83    | 127    | 109    | 64   |
| Umidità relativa (%)        | 86     | 78     | 71     | 75     | 72     | 71     | 71     | 72     | 74    | 81    | 85     | 86     | 66,5 |
| Eliofania assoluta (ore)    | 2.9    | 3.7    | 4.6    | 5.6    | 6.9    | 7.1    | 8.1    | 7.3    | 5.2   | 4.1   | 2.4    | 2.3    | 5    |
| Venti (dir.-nodi)           | NW 2.3 | SE 2.4 | SE 2.6 | SE 2.8 | SW 2.7 | SW 2.6 | SW 2.5 | SE 2.4 | E 2.3 | E 2.3 | SE 2.3 | NW 2.2 | 2.4  |

Cerello ha il clima caratteristico delle pianure settentrionali italiane con inverni freddi e abbastanza rigidi ed estati che risentono di elevate temperature; la piovosità si concentra principalmente in autunno e in primavera. Il paese appartiene alla zona climatica E.

Fenomeni estremi si sono verificati durante la famosa nevicata del 1956 che investì la Pianura padana, ma anche in occasione delle ondate di caldo degli ultimi anni.

## Storia

### Cerello

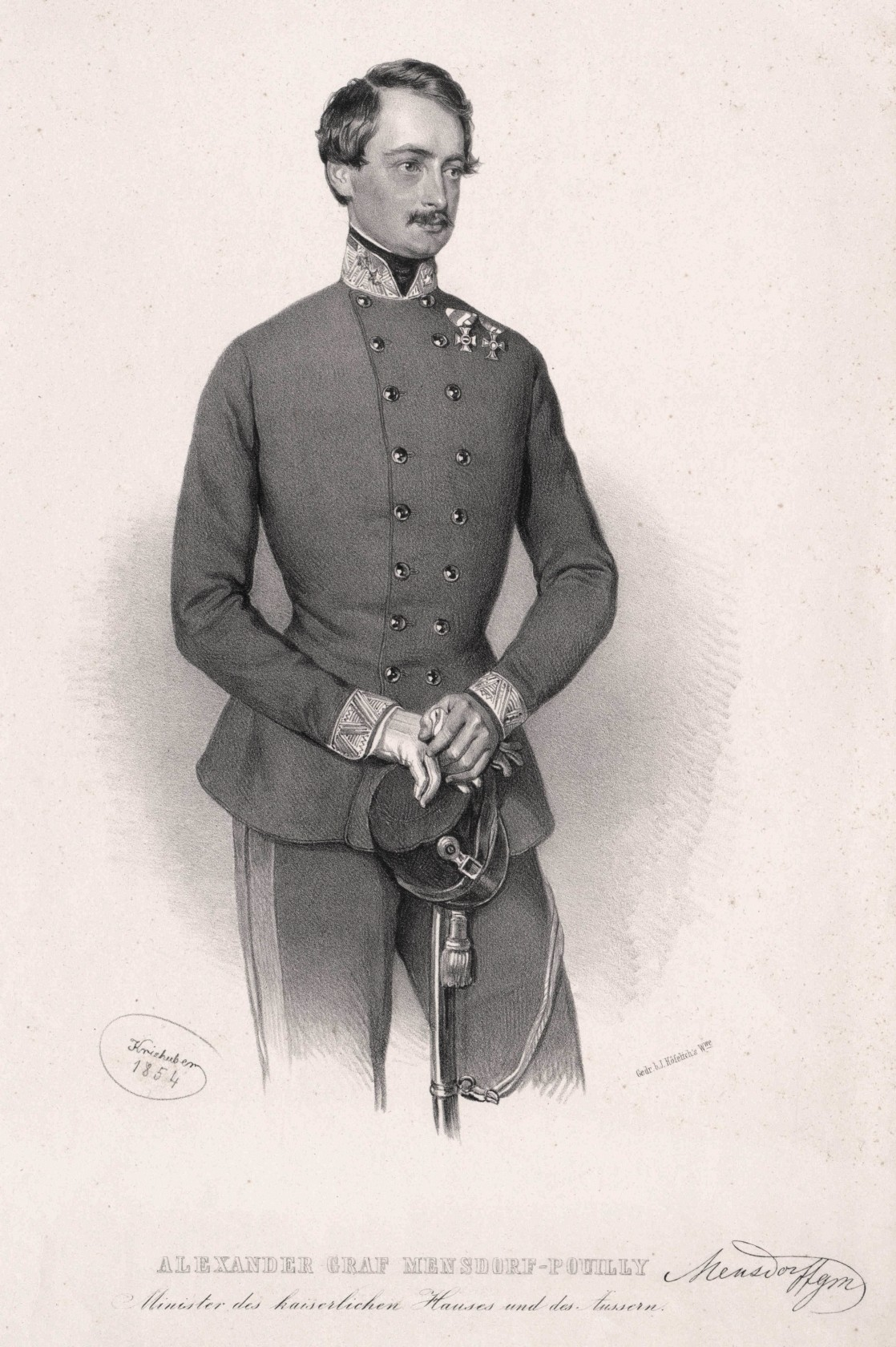
Alessandro di Mensdorff in una litografia di Joseph Kriehuber del 1854

Le origini di Cerello sono molto antiche, ed assieme ad altre due frazioni del Comune di Corbetta (Castellazzo de' Stampi e Soriano), costituisce uno degli aggregati più significativi dell'archeologia rurale della zona.
Sede di abitazioni già all'epoca dei romani, a quel periodo si possono ricondurre le locali coltivazioni di vino bianco (var. Chiaretto), decantato come eccezionale, e prodotto sino al XIX secolo con successo anche nell'esportazione. Di tale vino si trovò notizia in alcuni ritrovamenti attuati sul territorio da Carlo Alberto Pisani-Dossi.
Il territorio di Cerello era nell'Ottocento un latifondo di proprietà della famiglia Casnati, la quale, oltre al possesso di un proprio palazzo e di un'ampia corte rurale annessa, poste nella piazza del centro abitato, fece erigere in loco la chiesa di San Vincenzo, dapprima come cappella privata e successivamente come luogo aperto anche ai contadini che lavoravano in quelle terre.
Nel 1859, durante la Battaglia di Magenta, a Cerello si accampò la divisione di cavalleria del felmaresciallo luogotenente conte Alessandro di Mensdorff, futuro Primo Ministro e Ministro degli Esteri dell'Impero austro-ungarico, il quale si distinse in paese come modello di militare-gentiluomo, riuscendo a farsi benvolere dalla popolazione locale.
Secondo fonti popolari, nel 1944 il partigiano Pierino Beretta, temendo di essere catturato dai tedeschi, fuggì verso Cerello ma venne bloccato lungo la strada principale che porta alla frazione ed arrestato.
Negli ultimi decenni la popolazione della frazione è cresciuta in modo costante ed esponenziale, fatto da attribuire soprattutto alla costruzione di nuove abitazioni, quasi esclusivamente ville indipendenti o bifamiliari.

### Battuello
La storia della frazione di Battuello, è la medesima di quella della vicinissima Cerello con la quale, dalla creazione della parrocchia nel 1953, costituisce idealmente la frazione di Cerello-Battuello. L'abitato si è articolato nei secoli lungo la principale cascina dell'abitato, la settecentesca Cascina Battuello (che dà anche il nome al borgo), attorno alla quale si sono realizzati i primi insediamenti. Anticamente l'area era definita Cassina Battuda e poi Cassina Battovella. L'abitato si articola su due vie che si incrociano a "T", l'una che collega con la frazione di Cerello e l'altra con Corbetta.
Tra i cittadini illustri di Battuello, si ricorda anche il sergente maggiore Ernesto Parini, medaglia di bronzo al valor militare conferita sul campo durante la Seconda guerra mondiale, al quale è stata dedicata la via principale della frazione.
- Ernesto Parini (22-2-1919 - 28-6-1942), sergente maggiore dei bersaglieri

## Edifici Notevoli

### Chiesa parrocchiale di San Vincenzo

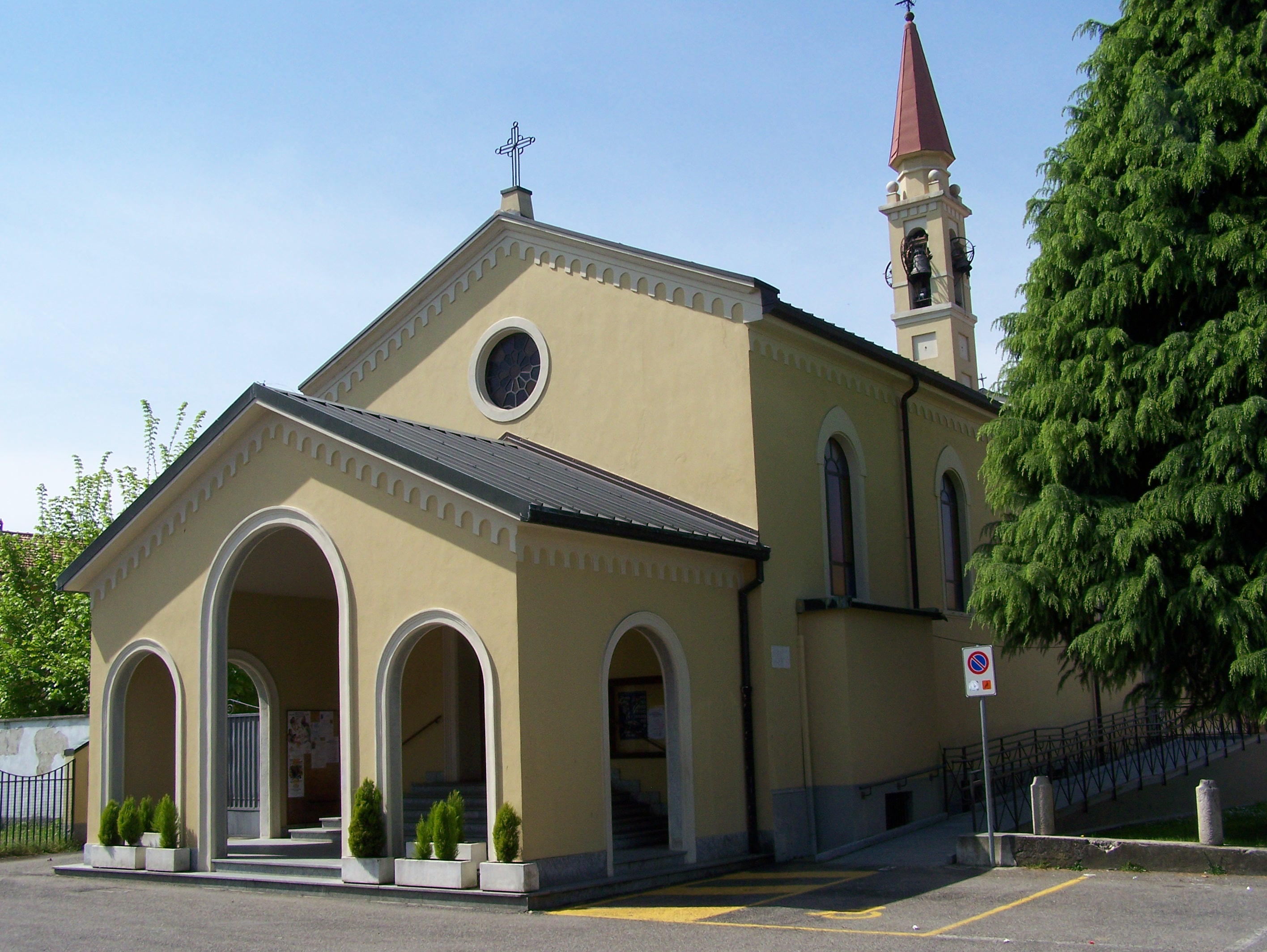
La chiesa di San Vincenzo a Cerello

I parroci di Cerello hanno di norma, secondo tradizione, il titolo di canonici effettivi della chiesa prepositurale di San Vittore Martire di Corbetta
- Angelo Bragonzi (1956-1969)
- Validio Fracasso (1970-1980),[7]
- Anacleto Porta (1980-1987)
- Desiderio Vajani (1987-2004)
- Marco Cozzi (2004-2016),[8]
- Paolo Vignola (2016-2022)
- Denis Piccinato (2022-"ad multos annos")

La chiesa di San Vincenzo, posta nella frazione di Cerello, inizia la sua storia ai primi dell'ottocento, quando venne costruita dai nobili Casnati per adoperarla come cappella di famiglia nei pressi del loro palazzo (oggi demolito). Solo successivamente, grazie ad un lascito testamentario, la chiesa venne aperta anche agli abitanti di Cerello e della confinante Battuello. Nel 1939 la struttura venne ampliata con l'aggiunta di una campata, del presbiterio e del campanile. Negli anni '70 fu inglobata una casa adiacente all'abside, come sacrestia, e venne costruito il pronao antistante la chiesa.
Il 15 ottobre 1956 la nuova la parrocchia di Cerello e Battuello venne consacrata dall'allora arcivescovo di Milano, Giovanni Battista Montini. Come primo parroco ebbe don Angelo Bragonzi, il quale guidò la comunità per un decennio sino al 1969. Tuttavia già nel 1953 nella chiesa venne istituita la vicaria curata, per sopperire alle esigenze religiose degli abitanti della frazione, che risulta ancora oggi situata piuttosto lontano dal centro di Corbetta.
Esternamente la chiesa si presenta in forme moderne e semplici, con una serie di archetti pensili decorativi sotto il tetto della struttura. Il campanile riprendere stilisticamente le forme della torre campanaria di Corbetta. L'interno, di forme semplici, si presenta ad una sola campata con capriate lignee a vista e presbiterio stondato.
Nel 2006, per il cinquantenario della parrocchia, è stata effettuata una ristrutturazione completa della chiesa e le Poste Italiane hanno emesso un annullo filatelico su cui è raffigurato San Vincenzo di Saragozza.
Il campanile possiede un concerto di 5 campane in La3, fuse da Luigi Ottolina nel 1954; le campane sono montate a sistema ambrosiano.
| Campana | Nota nominale | Dedicazione                                                                      | Fonditore e anno di fusione | Diametro |
| ------- | ------------- | -------------------------------------------------------------------------------- | --------------------------- | -------- |
| I       | Mi4           | San Filippo Neri, Immacolata Concezione, San Benedetto da Norcia                 | Luigi Ottolina nel 1954     | 523 mm   |
| II      | Re4           | Crocifisso                                                                       | Luigi Ottolina nel 1954     | 593 mm   |
| III     | Do4           | Santa Teresina di Lisieux, San Sebastiano, San Luigi Gonzaga, San Giovanni Bosco | Luigi Ottolina nel 1954     | 625 mm   |
| IV      | Si3           | Sant'Antonio Abate, San Giorgio, San Rocco, San Lorenzo                          | Luigi Ottolina nel 1954     | 702 mm   |
| V       | La3           | San Giuseppe, Cristo Re, Madonna Assunta, San Vincenzo                           | Luigi Ottolina nel 1954     | 799 mm   |

## Il Comitato di Cerello-Battuello
Date le ridotte dimensioni delle due frazioni, esse godono di un unico comitato agente in Cerello.
Nei consigli comunali, il comitato di frazione si avvale della figura del Consigliere delegato per i rapporti con le frazioni, oltre al rapporto diretto tra presidenza del comitato e sindaco.
- Sede del Comitato di Frazione - Vicolo Zari, 2 - 20011 Corbetta (MI)

Tel. 339/2027560

### Elenco dei presidenti del Comitato di Frazione di Cerello-Battuello
| nome               | carica     | dal | al        |
| ------------------ | ---------- | --- | --------- |
| Gabriele Introini  | presidente | ?   | ?         |
| Giovanni Pellegata | presidente | ?   | in carica |

## Società

### Evoluzione demografica
Dal conteggio 2011 sono compresi indistintamente gli abitanti di Cerello e Battuello nella realtà comunale omogenea di Cerello-Battuello.
"Abitanti censiti"

### Etnie e minoranze straniere
Al 1º gennaio 2021 risiedevano a Cerello 74 cittadini stranieri pari a circa l'5,4% della popolazione totale della frazione. Di questi, 54 provengono dall'Europa, 19 dall'Africa e 1 dall'Asia. Nei dati ufficiali non sono considerati gli stranieri irregolari.

### Religione
La maggioranza della popolazione è cattolica. L'immigrazione di cittadini comunitari ed extra-comunitari ha portato all'insediamento di minoranze di musulmani e ortodossi.
Nella frazione è presente una parrocchia cattolica indipendente dalla parrocchia di Corbetta, ma anch'essa inserita nell'Arcidiocesi di Milano. La parrocchia cerellese si estende nella propria giurisdizione sull'intera area omogenea di Cerello-Battuello.
Presso la frazione di Cerello è presente una sede della Chiesa evangelica.

## Eventi e cultura

### Istruzione
Malgrado le ridotte dimensioni della frazione, Cerello disponeva di un edificio scolastico posto nel centro della frazione ad oggi chiuso
Scuole Materne
- Scuola Materna Parrocchiale, già "Casa degli Angeli", via Casnati, 58, Cerello

## Economia
L'economia del paese è stata totalmente agricola e lo è in buona parte ancora oggi, in particolare con coltivazioni di cereali e mais, oltre alla floricoltura. Circa 2000 piante da frutta distribuite in terreni tra Cerello-Battuello contribuiscono anche al mantenimento del polmone verde in cui la frazione stessa risiede (Parco sud Milano).
Già dai primi del Novecento, nelle due frazioni notiamo il proliferare di attività commerciali e artigianali quali bar-trattorie (Annovazzi a Cerello), riseria Cameroni, burrificio e formaggi Colombo Ferruccio. Negli anni a seguire nascono anche la falegnameria Cislaghi, gli autotrasporti Ferrari da cui deriverà l'omonima ditta "Ferrari Mobili e Immobiliare" a Battuello.
Nel 1962 si insediò a Cerello la "Trafileria Ceruti" per la lavorazione di tubi trafilati a freddo in acciaio al carbonio, azienda voluta dal cav. Attilio Ceruti e che attualmente occupa 62 dipendenti ed è diventata un'importante realtà industriale a livello nazionale.
A partire dal 2007 Cerello ospita una succursale del "Consorzio agrario di Milano e Lodi", la quale era precedentemente sita nel centro cittadino di Corbetta.
A Cerello nel 2021 risultava occupato il 94.5% dei residenti in età lavorativa.